# Valdeande
Valdeande – gmina w Hiszpanii, w prowincji Burgos, w Kastylii i León, o powierzchni 30,98 km². W 2011 roku gmina liczyła 107 mieszkańców.